# イヌショウマ
イヌショウマ（犬升麻、学名：Cimicifuga biternata ）はキンポウゲ科サラシナショウマ属の多年草。

## 特徴
根茎は太く、長く横に伸び、ひげ根がある。根出葉は長い葉柄があり、ふつう2回3出複葉、ときに1回3出複葉で、同じ株にこれらの葉が混じっているものもある。小葉は円心形で基部は心形、長さは6-10cmになり、縁は掌状に3-5中～浅裂し、裂片は鈍頭から鋭尖頭で、不ぞろいな鋭い鋸歯をもつ。葉の両面の葉脈上に短毛がある。葉質はやや硬く洋紙質。
花期は8-9月。花茎状の茎を高さ60-90cmに伸ばし、茎先に単一または下部で分枝した穂状花序をつける。花序には短毛が密生し、白色で無柄の多数の花を密につけ、花は下側から上側への順に開花する。茎につく葉は退化して苞状になる。花弁状の萼片は4-5個あり、長さ4-5mmの広楕円形。花弁は長さ4-5mmの長楕円形。萼片と花弁は早く落ちる。雄蕊は白色で多数あり、花糸は長さ7-8mmになり、葯は円形から広楕円形になる。雌蕊はふつう1個で、ときに2個ある。萼片、花弁が落ちた後も雄蕊、雌蕊は、ブラシ状に目立つ。果実は袋果となり、長さ5-6mmになり、中に鱗片状のひだがある種子が数個入る。
同属のサラシナショウマは、根出葉が3回3出複葉で、花に花柄がある。オオバショウマは根出葉が1回3出複葉で、本種同様に花に花柄が無い。

## 分布と生育環境
日本固有種で、本州の関東地方から近畿地方にかけて分布し、山地や丘陵の樹木の下や沢沿いなど、やや湿った場所に生育する。

## ギャラリー
- 根出葉は2回3出複葉。
- 花に花柄がない。